# WTA Charleston-2
Das WTA Charleston-2 (offiziell: MUSC Health Women’s Open) ist ein Tennisturnier der Kategorie WTA 250 der WTA Tour, das in Charleston, South Carolina erstmals Mitte April 2021 ausgetragen wird.
Spielstätte für das Turnier in Charleston ist der Family Circle Tennis Center.

## Siegerliste

### Einzel
| Jahr               | Siegerin     | Finalgegnerin | Ergebnis      |
| ------------------ | ------------ | ------------- | ------------- |
| ↓ Kategorie: 250 ↓ |              |               |               |
| 2021               | Astra Sharma | Ons Jabeur    | 2:6, 7:5, 6:1 |

### Doppel
| Jahr               | Siegerinnen                       | Finalgegnerinnen          | Ergebnis          |
| ------------------ | --------------------------------- | ------------------------- | ----------------- |
| ↓ Kategorie: 250 ↓ |                                   |                           |                   |
| 2021               | Hailey Baptiste Catherine McNally | Ellen Perez Storm Sanders | 6:74, 6:4, [10:6] |